# Manu Galvin
Manu Galvin, né en 1958 à Paris, est un guitariste français. 

## Biographie
Manu Galvin accompagne Jane Birkin sur scène en 1991 (Je suis venue te dire que je m'en vais…). En 1992, il tourne en France et au Canada avec Maxime Le Forestier. Un an plus tard, il est, avec Jean-Jacques Milteau, en première partie des concerts d'Eddy Mitchell au Casino de Paris. Il participera également à certaines tournées de « Sol en Si » et à quelques numéros de l'émission de télévision Taratata.
Il est notamment connu pour ses collaborations avec l'harmoniciste Jean-Jacques Milteau. Il accompagne Jane Birkin, Maxime Le Forestier et Renaud, entre autres.
Avec Jean-Jacques Milteau, il se produit sur tous les continents, en duo, en trio ou en plus grande formation. Depuis 2008 ils se produisent désormais avec deux chanteurs américains : Michael Robinson et Ron Smyth. À cette occasion, Manu Galvin cosigne certains titres de leurs albums communs : Soul Conversation (2008) et Consideration (2011).
Manu Galvin a assuré la direction du second album « Consideration » (2011) de GMRS (Galvin, Milteau, Robinson, Smyth) composé de douze titres.
Galvin présente également sa propre émission de radio depuis 2010 diffusée à 11h00 les samedis matins sur TSF Jazz : « Mi La Ré Sol Si Mi », émission consacrée entièrement à la guitare, ses héros et son histoire.

## Discographie
- Chasseurs de nuages
- Le Forestier, la guitare et les autres Maximes
- Acoustic blues guitar
- Manu Galvin chante Maxime Le Forestier
- 2005 : Pacific Blue (Live), avec Jean-Jacques Milteau et Demi Evans (Le Souffle du Blues)
- 2008 : Soul conversation de Galvin, Milteau, Robinson & Smyth
- 2010 : American Héritage
- 2011 : Consideration de Galvin, Milteau, Robinson & Smyth (chez Columbia)